# William Francis Gibbs
William Francis Gibbs, né le 24 août 1886 à Philadelphie, Pennsylvanie, et mort le 6 septembre 1967 à New York, est un architecte naval américain.

## Biographie
Il est à l'origine de la transformation du paquebot allemand Vaterland en Leviathan, paquebot des United States Lines à la suite de la Première Guerre mondiale. Il a également conçu le paquebot United States, qui est le paquebot le plus rapide jamais construit.